# Retaule de la Mare de Déu de VINSEUM
El Retaule de la Mare de Déu de VINSEUM és un retaule gòtic amb una Mare de Déu que s'exhibeix des de 1940 a VINSEUM, el Museu de les Cultures del Vi de Catalunya, de Vilafranca del Penedès. Es tracta d'un retaule gòtic pintat el 1459, tal com s'aprecia a la inscripció de la base del tron.
Sobre l'autoria del retaule, l'historiador de l'art Francesc Ruiz i Quesada afirma que l'autor és Pasqual Ortoneda, proper al cercle de Mateu Ortoneda, de l'Escola de Tarragona. Ruiz i Quesada també apunta que el conjunt possiblement procedia de la zona de la Franja, propera a Barbastre, i devia ser comercialitzat a causa de la desamortització.
El retaule va ser adquirit pel vilafranquí Pau Milà i Fontanals, artista i teòric de l'art de la Renaixença Catalana, que com altres prohoms contemporanis van iniciar-se en el col·leccionisme arran de la desamortització de 1835, moment també en què a Catalunya es comença a valorar l'art medieval. L'any 1890 el retaule va ser instal·lat al panteó familiar construït al cementiri de Vilafranca. El 1926 va ser exhibit a la I Exposició d'Art del Penedès celebrada a Vilafranca, tal com es pot veure en el catàleg de l'exposició.
En la publicació Quaderns Il·lustrats Penedès del maig de 1935, Manuel Trens situa el retaule entre les obres de l'església de la Trinitat, però probablement va ser-hi traslladat aquell mateix any en finalitzar la seva reconstrucció, després de la crema d'octubre de 1934, atès que el setmanari Acció  no esmenta el retaule quan publica la relació d'obres salvades de l'incendi a la Trinitat. Tot fa pensar doncs, que va passar a ocupar el lloc d'algun dels retaules destruïts per les flames.
L'11 de gener de 1939, l'inspector de la Secció de Museus de la Generalitat de Catalunya, rep de l'Ajuntament de Vilafranca quatre objectes procedents del Museu de Vilafranca, entre ells el retaule de la família Milà. Aquests objectes havien de ser tramesos i dipositats a la Concentració dels Museus de Catalunya amb l'objectiu d'evitar-ne la seva destrucció. Qui sap si el retaule va sortir mai de Vilafranca, doncs poc després es va anunciar la fi de la guerra i no s'ha localitzat cap document del dipòsit. Tot i que l'1 d'abril del mateix any, el setmanari local Acción  publicava una imatge del retaule amb una nota: “Detalle del retablo gótico de la familia Milá i Fontanals que existia en la iglesia de la Santísima Trinidad que ha sido robado inicuamente antes d'abandonar los marxistas nuestra villa flajelada”.
Des de 1940 el retaule ha estat custodiat pel Museu, any que va ingressar al Palau Reial de Vilafranca del Penedès unint-se a les primeres peces del fons que havien transitat per diferents seus de la vila.

## Composició
El retaule, que té unes dimensions de 198 × 182 × 10 cm, s'articula en tres carrers de dos pisos cada un i predel·la. El temple és al centre, on hi apareix la Mare de Déu entronitzada, amb el Nen a la falda i envoltada per quatre àngels músics, tots amb nimbes daurats i burinats. Els carrers laterals, junt al plafó superior estan dedicats als fets relacionats amb la mort de Maria (Evangelis apòcrifs). Al carrer esquerre començant per sota, veiem l'Anunciació de la mort de Maria; al pis superior apareix la Reunió dels Apòstols al seu voltant. Al carrer de la dreta, a sota hi ha la Dormició de la Mare de Déu i a sobre, l'Aparició de la Mare de Déu a Sant Tomàs. Al plafó superior del retaule apareix la Coronació. Al centre de la predel·la apareixen la Mare de Déu, el Baró de Dolors (Jesús) i Sant Joan, de mig cos, darrere una taula en la que hi apareixen uns objectes simbòlics del Calvari (daus, claus, xurriaques, oli...). A la dreta, en fornícules diferents hi ha, representats de mig cos, Santa Llúcia i Sant Pau amb llurs atributs. A la banda esquerra hi ha dues fornícules diferents en les que trobem Sant Pere i Santa Bàrbara, també de mig cos, amb els seus atributs.
L'estructura del retaule és l'anomenada “de pastera” (creu en aspa o creu de sant Andreu). És un reforç tradicional en la construcció de retaules medievals a la Corona d'Aragó, que ve directament influenciat per la tradició italiana. Es disposen els travessers en diagonal i es creuen al mig. Està format per sis posts verticals i sis travessers (tres originals i tres de nous). La unió de les taules es fa per encolat a cantell viu i estan reforçades amb tela de lli. Segons es pot observar, la predel·la es va serrar, separant-la dels carrers del retaule, i més endavant s'hi va tornar a afegir. Les escenes estan dividides per uns emmarcaments ornamentals de fusta tallada, amb columnes helicoïdals i arcades lobul·lades, amb les tres superiors rematades amb tres pinacles de formes vegetals (fulles).

## Restauració
El 2012 va ser restaurat pel Centre de Restauració de Béns Mobles de Catalunya.
El fet que el retaule hagués passat uns quants anys dins una capella del cementiri amb excés d'humitat, i els diferents desplaçaments que havia patit van aconsellar fer-hi una primera intervenció de restauració l'any 1954 que va anar a càrrec del restaurador italià Arturo Cividini i fou gestionada per Manuel Trens. Per les fotografies que es conserven a VINSEUM sabem que va ser eliminat un emmarcament que no era original i va ser reconstruït el coronament del retaule, que en algun moment s'havia escapçat per adaptar-lo a un emplaçament més reduït. En el catàleg de la I Exposició d'Art del Penedès, es diu: "La polsera (marc exterior) fou desencertadament restaurada. Algun verd i tots els blaus han estat repintats i són avui negres" (p. 172).
A nivell de superfície pictòrica, el retaule presentava moltes repintades i la gamma cromàtica tenia força alteracions que, en part, afectaven la seva lectura visual estètica. El procés de restauració dut a terme començà amb la fixació de la policromia en perill de despreniment i amb l'estabilització del suport de fusta, amb una neteja i desinsectació. L'element, però, més destacat fou la neteja de la capa pictòrica amb l'eliminació sistemàtica de les repintades que afectaven la zona del camper, la del pis superior i diverses escenes de la vida de la Verge —sobretot el mantell de la Verge de l'escena principal.
Tota la intervenció de restauració va anar acompanyada d'un extens estudi de la peça, amb tècniques d'examen de diverses com la fotografia amb llum difusa, la fotografia ultraviolada i la reflectografia de raigs infraroigs. També es van fer extraccions de mostres per a les anàlisis fisicoquímiques de pigments i capes superficials, per part de tècnics de la Universitat Politècnica de Catalunya–UPC.
El resultat final ha estat la recuperació de la lectura visual de la superfície policromada original del segle xv.
Es va presentar de nou un cop restaurat el dissabte 30 de juny de 2012, i es va ubicar temporalment a la capella de Sant Pelegrí, esperant la finalització de les obres de VINSEUM. Des de l'octubre de 2012, el retaule és novament visitable a l'exposició estable de VINSEUM.